# Charles-Albert Antille
Charles-Albert Antille (18 de octubre de 1944 – 4 de junio de 2024) fue un empresario y político suizo del Partido Radical Democrático (PRD).

## Biografía
Nacido en Sierre el 18 de octubre de 1944, el padre de Antille era de Anniviers y su madre de Oberwallis. Creció en Saint-Luc. Completó sus estudios en Sierre y participó en un aprendizaje de negocios en Brig-Glis. Luego trabajó para AMAG Automobil- und Motoren y el fr.
Antille sirvió en el consejo comunal de Sierre desde 1985 hasta 2001. En 1992, fue elegido presidente de Sierre. Ocupó esta posición hasta el año 2000, cuando fue derrotado por Manfred Stucky. Desde 1998 hasta 2003, sirvió en el Consejo Nacional. Se unió a la legislatura sucediendo a Pascal Couchepin, quien se unió al Consejo Federal. Fue descrito como un radical de izquierda por el Neue Zürcher Zeitung. No se postuló para la reelección en las elecciones de 2003.
Antille murió el 4 de junio de 2024, a la edad de 79 años.